# Собор Воскресения Словущего (Руза)
Собор Воскресения Словущего (Воскресенский собор) — православный храм в городе Руза. Относится к Рузскому благочинию Московской епархии.

## История
Время строительства первой Воскресенской церкви в городе неизвестно (принято считать — до XVI века), но в Смутное время она была уничтожена и, согласно Писцовым книгам за 1628 год 
…в Рузе внутри города была соборная церковь Воскресения Христова, а ныне место церковное пусто.
 Новую церковь начали возводить по указу Петра I не на прежнем месте, а на месте другой разрушенной — Никольской, на что 27 марта 1713 года была выдана грамота Духовного приказа. В январе 1721 года новый храм — двусветный пятиглавый четверик с трапезной и колокольней был освящён. В первой половине XIX века была перестроена трапезная — в 1837 году устроен престол Тихвинской иконы, в 1847 году (или 1849) переустроен Никольский, 1717 года. Сам собор и колокольня в 1859 году были перестроены в русском стиле.
Около 1925 года собор был закрыт, колокольня и главки храма разобраны, позже в помещении до 1974 года был открыт кинотеатр, до 2000-х годов в здании размещалась детская спортивная школа.
В 2009 году собор возвращён верующим, отремонтирован, проводятся богослужения.